# San Damiano d'Asti
Pour les articles homonymes, voir San Damiano.
San Damiano d'Asti (français : Saint-Damien et Saint-Damian d'Asti) est une commune italienne de la province d'Asti, dans la région Piémont.

## Histoire
En 1552 la ville fut attaquée, mais sauvée grâce à l'aide apportée par le château de Cisterne.
À cette époque, située dans le Montferrat, Saint-Damien était une place si forte qu'en 1553, le maréchal de France Charles de Cossé comte de Brissac qui commandait l'armée française au-delà des Monts, les bandes de Piémont, la défendit durant 3 mois contre l'armée de Charles Quint conduite par Ferdinand de Gonzague, qu'il força à lever le siège.
La place forte fut assiégée en 1617, durant la guerre de succession de Montferrat, par 4 000 Franco-Savoyards commandés par Charles-Emmanuel Ier duc de Savoie et le maréchal de Lesdiguière qui, après avoir occupé le château de Cisterne, commença le bombardement le 3 février. Le 5 février, une colonne de secours espagnole, de 1 000 hommes, arrive sans oser attaquer. Le même jour, apprenant que les vivres venaient à manquer dans la ville et que celle-ci avait son unique canon hors d'usage, Charles-Emmanuel proposa au gouverneur de capituler. Le capitaine Prandi refusa et fit une sortie qui fut repoussée. Les Savoyards augmentèrent alors le bombardement. Le 6 février, 1 500 Franco-Piémontais furent envoyés à la rencontre de la colonne de secours espagnole. Pendant ce temps, l'artillerie créa des brèches dans les fortifications qui furent réparées à partir du lendemain en raison des pluies qui s’abattaient, qui inondaient les tranchées et ralentissaient le feu de l'artillerie. Le 9, le bombardement reprend avec force et une brèche se trouvant faite, les Franco-Savoyards s'élancèrent à l'assaut, prennent pied sur la contrescarpe, et commencent à descendre dans le fossé, lorsque les assiégés battirent la chamade et demandèrent à capituler. Mais les soldats vainqueurs continuèrent d'escalader la brèche, entrèrent en ville, la pillèrent, passèrent la totalité de la garnison au fil de l'épée ainsi que le gouverneur et un grand nombre d'habitants. Le massacre ne cessa qu'avec l'arrivée du duc de Savoie et du maréchal de Lesdiguières, Saint-Damien fut immédiatement démantelée.

## Administration
| Période                                  | Période | Identité | Étiquette | Qualité |
| ---------------------------------------- | ------- | -------- | --------- | ------- |
|                                          |         |          |           |         |
| Les données manquantes sont à compléter. |         |          |           |         |

### Hameaux
Lavezzole, San Luigi, San Grato, San Giulio, San Pietro, Gorzano, Verneglio, Valmolina, Vascagliana, Torrazzo

### Communes limitrophes
Antignano, Asti, Canale, Cantarana, Celle Enomondo, Cisterna d'Asti, Ferrere, Govone, Priocca, San Martino Alfieri, Tigliole.

## Jumelages
- Kriens (Suisse)

- . Septèmes-les-vallons (France) 2018